# Atlides carpasia
Atlides carpasia is een vlinder uit de familie van de Lycaenidae. De wetenschappelijke naam van de soort werd als Thecla carpasia in 1868 gepubliceerd door William Chapman Hewitson.